# 第16號鋼琴奏鳴曲 (莫札特)

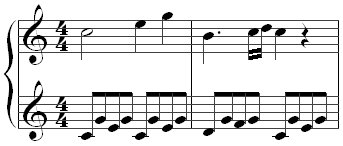
莫札特鋼琴奏鳴曲K.545第一樂章開頭

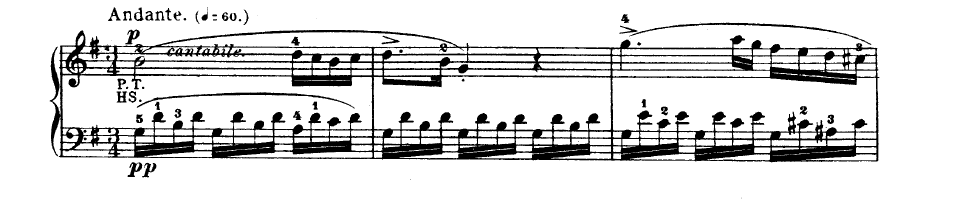
莫札特鋼琴奏鳴曲K.545第二樂章開頭

C大調第16號鋼琴奏鳴曲，作品號K. 545，是沃尔夫冈·阿马德乌斯·莫扎特為初學者所寫的作品，此曲因此有副標題「單純的奏鳴曲」、「簡易的奏鳴曲」（sonata facile，或sonata semplice）。

## 創作背景
莫札特於1788年6月26日把這首曲子加入作品目錄中（与第39號交響曲同一日期），但關於這首曲子的創作背景現在仍然未知。雖然這首作品現今廣為人知，不過這首曲子的出版卻是在莫札特去世後（1805年）見世。

## 分析
完成整首曲子需要花大約8分半-14分鐘。

### 架構
此作品分三個樂章：
1. Allegro（快板）
2. Andante（行板）
3. Rondo（輪旋曲）

第一樂章是以C大調奏鳴曲式寫成。開始的左手是以阿爾貝蒂低音伴奏。
接下來的樂章是G大調行板，由音階和G大調終止式等組成。
第三樂章為C大調的輪旋曲，第一幕為輕快的旋律；緊接著就轉為G大調的第二部份，在這部份前面也運用了大量阿爾貝蒂低音的伴奏並緊接著重複第一部份的輕快旋律。第三部份開始使用大量的小調之後再漸漸地轉為原來的C大調，並再現第一部份的主題並且結束整個樂章。
最後一個樂章的旋律之後還改寫成F大調的旋律，並使用在F大调钢琴奏鸣曲（K. 547a）當中。

### 參照
1. ↑  Pajot, Dennis. . mozartforum.com. （原始内容存档于2007年9月29日）.

## 延伸阅读
- Rosen, Charles. . New York: W. W. Norton & Company. 1997.

## 外部連結
- 《第16号钢琴奏鸣曲》：谱子和报道（德语），《莫扎特全集》
- 莫扎特第16号钢琴奏鸣曲：国际乐谱典藏计划上的乐谱
- 莫扎特第16号钢琴奏鸣曲樂譜 （页面存档备份，存于）